# Pardavedra
Pardavedra (llamada oficialmente Santiago de Pardavedra) es una parroquia y un lugar español del municipio de La Bola, en la provincia de Orense, Galicia.

## Organización territorial
La parroquia está formada por nueve entidades de población:
- Barrio
- Casanova
- Fondo de Vila
- O Pazo
- O Rañadoiro
- Pardavedra
- Puente Rubiás (Ponte Rubiás)
- Rubiás
- Vilar

## Demografía

### Parroquia
| Gráfica de evolución demográfica de Pardavedra (parroquia) entre 2000 y 2022 |
|                                                                              |
| Datos según el nomenclátor publicado por el INE.                             |

### Lugar
| Gráfica de evolución demográfica de Pardavedra (lugar) entre 2000 y 2022 |
|                                                                          |
| Datos según el nomenclátor publicado por el INE.                         |